# محمد الهادي حسني
محمد الهادي الحسني أو محمد الهادي بن عبد الوهاب (المدعو محمد الصالح) الحَسَنِي. من أبرز الشخصيات الدعوية بالجزائر من مواليد 05 سبتمبر 1947م ببن ياجيس دائرة جيملة ولاية جيجل

## حياته
• أول أشياخه هو «الشريف مهرهرة» الذي قرأ عليه نصيبا من القرآن الكريم، وكان يقيم في منزلهم، ليعلّم أبناء الأسرة والقرية بشكل عام.
• في سنة 1956م هدم الجيش الفرنسي منزلهم فانتقل وأسرته إلى مدينة جيجل، وأدخل «مدرسة قلصده» –وهي عبارة عن حجرة واحدة عديمة التهوية، كريهة الرائحة. وكان معلمه هو الشيخ «مصطفى عباده» –أحد تلاميذ الإمام ابن باديس-.
ثم انتقل إلى مدرسة الحياة للبنات، وكان يعلمه فيها: الشيخ «عمار مزراق»، أما المدير فكان العالم الجليل: محمد الطاهر ساحلي (الجيجلي) الذي أُطلق عليه اسم: ابن باديس الصغير. (مدرسة الحياة للبنين، استولى عليها الجيش الفرنسي، وكِلتا المدرستين أسّستها جمعية العلماء).
• أتمّ السّلكة الأولى للقرآن الكريم في نهاية 1959 على يد والده –رحمه الله- الذي لا يذكر أنه تعرض للضرب من قِبَلِهِ إلا مرة واحدة لأنه لم يحفظ الورد اليومي من القرآن، حين آثر اللعب مع أقرانه على ذلك. وكان الوالد يصطحبه إلى المسجد لصلاة الفجر، ويبقى فيه إلى قرب موعد المدرسة، يحفظ كلام الله.
• بعد مواصلته الدراسة لسنتين، في المدرسة السالفة الذكر، ونظرا لظروف متعلقة بالثورة، لم يتمكن من إجراء امتحان الشهادة الابتدائية، فبقي يعيد السنة النهائية من التعليم الابتدائي، ولم يكن له ورفاقه خيار آخر، فامتحانات الشهادة لم تكن لتجرى، ومعهد ابن باديس قد أُغلق.
• بعد استعادة الجزائر للاستقلال، سجله الوالد في معهد ابن باديس بقسنطينة، ولكن أخاه الأكبر «محمد الربيع» فضل أن يأخذه إلى مدينة الجزائر، فسجل في سبتمبر 1962 في مدرسة بحي المرادية «لارودوت»، وهي أيضا تابعة لجمعية العلماء، وكان «الشيخ محمد الطاهر ساحلي» قد سلّمه شهادة إثبات مستوى وتزكية من مدرسة جيجل.
• في بداية 1963 أجريت مسابقة للدخول إلى السنتين الأولى والثانية إعدادي في الثانوية المعرّبة الأولى في مدينة الجزائر، وهي ثانوية «ابن خلدون»، التي كان موقعها في «حي بلكور»، وهي من تأسيس جمعية العلماء أيضا، وكان مدير الثانوية هو الشيخ «عبد المجيد حيرش».
كان مستوى التلاميذ وتوجيههم تحكمه وتحدّده مادة الإنشاء، فمن كان إنشاؤه حسنا وُجِّهَ إلى السنة الثانية، وإلاَّسُجِّل في السنة الأولى. وقد نجح إلى السنة الثانية 15 تلميذا، الحسني واحد منهم. ونظرا لقلّة الناجحين إلى السنة الثانية أُلحق جميع الممتحَنين بالسنة الأولى.
• وفي السنة الدراسية 1963-1964 انتقل إلى ثانوية عبان رمضان لتوفرها على النظام الداخلي، وكان من أبرز من درس عليهم في هذه السنة (الثانية إعدادي) الأستاذ «عبد الحفيظ بدري –رحمه الله-». يشهد الأستاذ وقد بلغ من العمر ما بلغ، والتقى بطائفة من العلماء في الجزائر وفي غيرها، واستمع إلى الكثير من العلماء والأدباء، أنّه ما سمع أفصح لسانا من هذا الأستاذ.
• في السنة الدراسية 1964-1965 درس وبعض الزملاء برنامجين في سنة واحدة، برنامج السنة الثالثة إعدادي وبرنامج السنة الرابعة، للمشاركة في امتحان شهادة الأهلية، وكانوا يراجعون الدروس ليلا في دورات المياه، لأن الأضواء تُطفأ على الساعة العاشرة، وقد وفق الله –سبحانه وتعالى- أغلب زملائه، فحصلوا على الشهادة وانتقلوا من السنة الثالثة إلى السنة الرابعة إعدادي، إلاّ أن إدارة الثانوية التي كانت قد وعدت الطلبة في وقت سابق بأن تسمح لهم الانتقال من السنة الثالثة إعدادي إلى السنة الأولى ثانوي، إن هم نجحوا في الشهادة الأهلية، أخلفت موعدها.
• في بداية سنة 1966 حصل على منحة دراسية إلى الكويت عن طريق وزارة التربية في الجزائر، فالتحق بثانوية الشويخ، وحصل منها على شهادة الباكلوريا –الفرع الأدبي- في جوان 1969. وأهم ما استفاده من الكويت تخصيص الجزء الأكبر من المنحتين –الجزائرية والكويتية- لشراء الكتب، والمجلات الثقافية، لأن دولة الكويت الشقيقة كانت توفر لهم الإطعام، والإيواء، والكتب الدراسية، والكراريس، وبذلتين سنويا. كما لا ينسى فضل الأستاذ «محمد عبادة» الذي سهّل له صعوبة اعترضته في وزراة التربية الوطنية، ولولاه –بعد الله- لما تمكن من السفر، كما أنه استخرج له جواز سفر من ولاية الجزائر في أقل من ساعة.
• قرر العودة إلى الجزائر بعدها، على الرغم من أن فرصة الدراسة بمصر كانت متاحة له، فسجّل في كلية الآداب بجامعة الجزائر، واختار قسم التاريخ، فتخرج فيها عام 1972. ومن الأساتذة الذين تأثر بهم واستفاد منهم الكثير، ولم تنقطع صلته بهم، فضيلة الشيخ أحمد حمّاني، ود. الهاشمي التيجاني، و.د موسى لقبال –رحمهم الله-، ود. أبو القاسم سعد الله - حفظه الله-.
• بعد التخرّج فضل أداء واجب الخدمة الوطنية، فالتحق بالكلية العسكرية لمختلف الأسلحة بشرشال، وتخرّج فيها ضابطا احتياطيا برتبة ملازم، فعيّن في مدرسة صفّ الضباط بالبليدة (حُوّلت إلى المدرسة الوطنية لتكوين ضباط الاحتياط)، فمارس مهام نائب قائد كتيبة، ثم قائد فصيلة، ثم قائد «كَرْدُوس» (فصيلتان). ثم رُقِّيَ في 1979 بعد فترة تربص إلى رتبة ملازم أول احتياطي وكان الأول في هذه الدّفعة.
• اُنتُدِبَ في سنة 1986 للعمل في «مسجد باريس»، الذي كان عميده فضيلة الشيخ «العباس ابن الحسين»، ونائبه الأخ الدكتور "عبد الرزاق قسوم"، وكان مقررا أن يُعْهَدَ إليه الإشراف على مجلة لتعريف الجالية المسلمة بالإسلام، وحال دون ذلك أمور. وقد كلّفه فضيلة الشيخ العباس بإلقاء خطبة الجمعة وإمامة المصلّين بالتناوب مع الشيخ «عبد المحسن سليم»، المنتدب من الأزهر لمسجد باريس.
• رجع إلى الجزائر نهاية سنة 1988، ورأى بعض الإخوة أن يلتحق بوزارة الشؤون الدينية، فعيّن نائب مدير مكلف بالتراث، وكان مديره هو الأستاذ الفاضل «عبد الوهاب بن حمودة»، ثمّ خلفه على رأس مديرية الثقافة الإسلامية والملتقيات عندما عيّن هو أمينا عاما للوزارة.
• في شهر أفريل 1992 ترك وزارة الشؤون الدينية، والتحق بالمعهد الوطني العالي لأصول الدين، حيث رأى مجلسه العلمي أنّه قد يكون أكثر فائدة في التعليم منه في الإدارة.
• اقترح عليه الأخ د. عبد الرزاق قسوم المغرم بإنجاز الأعمال المتميزة، أن تُنشأ بالمعهد مجلة سنوية أطلق عليها اسم: «الموافقات»، إعجابا منه بالشاطبي صاحب الموافقات، فألزمه أن يكون رئيس تحريرها، فاجتهدا أن تكون المجلة ذات وزن وقيمة بالإمكان المباهاة بها أمام مجلات العالم العربي، فكانت كذلك. وتلقّى المعهد رسائل من شتى الجامعات: السودان، ماليزيا، السعودية، تركيا، الكويت، المغرب، يطلبون تمكينهم من المجلة. وكتطوير للمجلة خُصص بداية من عددها الثاني ملف تعريفي بعالم جزائري. ولقيت الفكرة استحسانا كثيرا من القراء. وبعد استقالة د.عبد الرزاق قسوم من المعهد. تحوّل اسم المجلة إلى «الصراط».

## السيرة العلمية
• الدراسة الابتدائية: مدرسة قلصده، ثم مدرسة الحياة بمدينة جيجل.
• الدارسة الإعدادية: ثانوية ابن خلدون، ثم ثانوية عبّان رمضان بمدينة الجزائر.
• الدراسة الثانوية: ثانوية الشويخ بدولة الكويت.
• الدراسة الجامعية: كلية الآداب (قسم التاريخ) بجامعة الجزائر.

## المهام والوظائف
• رئيس مصلحة الكتاب العربي بمديرية النشر بالشركة الوطنية للنشر والتوزيع (SNED).
• رئيس قسم التراث بالمؤسسة الوطنية للكتاب (ENAL).
• منتدب للدعوة بمسجد باريس، وإمام جمعة (1986-1988م).
• نائب مدير مكلف بالتراث بوزارة الشؤون الدينية.
• مدير الثقافة والملتقيات بوزارة الشؤون الدينية.
• رئيس تحرير مجلة الموافقات، التي أصدرها المعهد الوطني العالي لأصول الدين –الجزائر-.
• نائب رئيس تحرير جريدة البصائر، لسان حال جمعية العلماء المسلمين الجزائريين.
• عضو المكتب الوطني لجمعية العلماء المسلمين الجزائريين، مكلف بالثقافة والإعلام من 1999 إلى 2007م، تاريخ الانسحاب من الجمعية.

## الأعمال المنشورة
• من وحي البصائر.
• أشعة الشروق.
• الاحتلال الفرنسي للجزائر من خلال نصوص معاصرة.
• المشاركة في جمع «آثار الإمام ابن باديس» وتصحيحها (الأجزاء 3,4,5) رفقة الأستاذ محمد الصالح صديق.
• المشاركة في جمع «آثار الإبراهيمي» (5 أجزاء) رفقة الدكتور أحمد طالب الإبراهيمي.

### المقالات
مما جاد به قلمه في الصحف والمجلات، إضافة إلى ما سبق من مساهمات في جريدة البصائر-لسان حال جمعية العلماء المسلمين الجزائريين-:
• مشاركات عديدة في جريدة الشعب.
• مشاركة في مجلات منها: مجلة الثقافة، مجلة الأصالة ... الخ.
• كان شاهدا ومشاركا في جريدة الرسالة التي صدرت في 1980م.
• ساهم في إحياء جريدة العصر الأسبوعية.
• مقالات في جرائد عدة منها: المساء، العصر، الجزائر اليوم، الشروق العربي، الشروق اليومي ... الخ.

## الاهتمامات والمتابعات
• تاريخ الجزائر، خاصة الفترة الاستعمارية.
• عمليات التنصير الجارية في الجزائر، وهو أخطر ما يهدد مستقبل الجزائر ووحدتها.
• متابعة ما يُنشر وما يذاع في الغرب عن الإسلام.

## مواد درّسها
• الحركة الوطنية ومواثيق الثورة. بمعهد اللغة والأدب العربي –جامعة الجزائر- (1978-1985).
• الحضارة الإسلامية. بنفس المعهد.
• السيرة النبوية.
• الاستشراق.
• تاريخ الجزائر الحديث.
• حاضر العالم الإسلامي.
(المواد الأخيرة هذه درّسها بكلية العلوم الإسلامية –جامعة الجزائر-)
الآثار الفكرية والعلمية:
الأعمال المنشورة:
• من وحي البصائر.
• أشعّة الشروق.
• الاحتلال الفرنسي للجزائر من خلال نصوص معاصرة.
• المشاركة في جمع «آثار الإمام ابن باديس» وتصحيحها (الأجزاء 3,4,5) رفقة الأستاذ محمد الصالح صديق.
• المشاركة في جمع «آثار الإبراهيمي» (5 أجزاء) رفقة الدكتور أحمد طالب الإبراهيمي.

## الملتقيات
أشرف على تنظيم ملتقيين للفكر الإسلامي، (الثالث والعشرون -تبسة-، والرابع والعشرون -الجزائر-).

## نشاطات أخرى
• أحاديث وندوات تلفزيونية وإذاعية.
• دروس مسجدية في مختلف مساجد الجزائر.
• المشاركة في الإشراف على مجلة «الرسالة» التابعة لوزارة الشؤون الدينية (1979).
• المشاركة في الإشراف على جريدة «العصر» التابعة لوزارة الشؤون الدينية في سلسلتها الثانية.

## شهادات حية
• «... إن الحسني منذ بدأ الكتابة قبل عشرين سنة تقريبا، ظل حريصا على ثوابته التي آمن بها، وهي الإسلام ديننا، واللغة العربية لساننا، والجزائر وطننا، فهو على الرغم مما مر عليه من أزمات وتقلبات، ومآسي وصراعات، عايش بعضها، وتابع بعضها الآخر، فإنه لم يبدّل كما بدّل الحربائيون، ولم ينافق كما نافق الانتهازيون، ولم يتحوّل كما تحوّل المتذبذبون، وأحسَب أن ذلك يعود أساسا إلى صدق إيمانه، ونقاء سريرته، واتضاح رؤيته، إيمان بالله وبالثوابت الوطنية ونقاء سريرة، زكاها وصفاها الإسلام واتضاح في الرؤية لم تضبّبها غشاوة من ثقافة دخيلة، ولا أفكار هجينة» د، محمد صالح ناصر
• «وكل من عرف الحسني أو استمع إليه محدثا أو محاضرا، لا يختلف معي -فيما أزعم-على أن مقولة النقّاد» الأسلوب هو الرجل«تتجلى بصدق وحق في هذه المقالات» د. محمد صالح ناصر
• «... لقد منح الله للحسني حاسة لا قطة وشجاعة فائقة في تناول الموضوعات الحساسة، بأسلوب الواعظ الماهر، والدارس الاجتماعي البارع، والأديب البليغ. وإذا كان لكل كاتب خط فكري يسير على هداه، فالخط الذي سار ويسير عليه الحسني هو خط مرسوم إلى قدر معلوم، وهو خط ابن باديس ومنهج جمعية العلماء، ولكن في لون جديد وثوب قشيب» د. أبو القاسم سعد الله
• «لقد وهب الله للحسني ذاكرة قوية يستحضر بها الآيات والأحاديث والأقوال والمواقف والأمثال، فهو يكتب معتمدا على رصيد كبير من المصادر، يتمثل في نصوص القرآن الكريم والأحاديث النبوية الشريفة وأشعار مختلف العصور، وأمثال العرب ومواقف الصحابة وعظماء التاريخ الإسلامي بل والتاريخ البشري» د.أبو القاسم سعد الله
• «الأستاذ الحسني نسيج وحده، وأنموذج للعالِم المسلم... يخاطِب القلوب بخُلقه الرفيع، قبل أن يخاطب العقول بقلمه البديع... اجتمع فيه ما تفرّق في غيره: علم، وتواضع، ونكتة، وصبر، وصفاء سريرة ... أدامه الله للوطن وللإسلام ذخرا وأثرا» د.محمد موسى بابا عمي.
• " لقد نجح أخونا محمد الهادي الحسني في التمكين لفتح عقول ناشئتنا ومثقّفينا وضمائر سياسيّينا بالأدّلة والبراهين، على صناع المؤامرة علينا، حتى نعدّ العدّة لشدّ حصوننا الداخل والخارج ...
وإذا كان البلاء موكَلاً بالمنطق، فإن المؤلّف الصدّيق محمد الهادي قد وهب في كتابه من المَلكات والمواهب ما لم يوهب لغيره" د. عبد الرزاق قسوم.
• لقد أتيح للأستاذ الحسني من الثقافة والتجارب ما لم يُتح لغيره إلا في القليل، فبعد حفظه القرآن الكريم وتحصين فكره ولسانه من الشوائب واللكنة درس العلوم الدينية والدنيوية واختار بعد ذلك منهج الوسطية والاعتدال. ونشط مع الشباب الطامح المؤمن بالجزائر الجديدة التي حررها جيل أول نوفمبر من الخوف والهوان، جزائر الشهداء والمجاهدين الأخيار، فبذل الجهد وجرّد القلم وأطلق العنان واللسان.
د. أبو القاسم سعد الله

## وصلات خارجية
- محمد الهادي الحسني